# Bahamy na letních olympijských hrách
Bahamy na letních olympijských hrách startuje od roku 1952. Toto je přehled účastí, medailového zisku a vlajkonošů na dané sportovní události.

## Účast na Letních olympijských hrách
| Dějiště LOH            | LOH      | Vlajkonoš                                            | Zlatá medaile | Stříbrná medaile | Bronzová medaile | Celkem |
| ---------------------- | -------- | ---------------------------------------------------- | ------------- | ---------------- | ---------------- | ------ |
| 1952 Helsinky          | LOH 1952 | nebyl                                                |               |                  |                  | 0      |
| 1956 Melbourne         | LOH 1956 | nebyl                                                |               |                  | 1                | 1      |
| 1960 Řím               | LOH 1960 | nebyl                                                |               |                  |                  | 0      |
| 1964 Tokio             | LOH 1964 | nebyl                                                | 1             |                  |                  | 1      |
| 1968 Ciudad de México  | LOH 1968 | nebyl                                                |               |                  |                  | 0      |
| 1972 Mnichov           | LOH 1972 | Mike Sands                                           |               |                  |                  | 0      |
| 1976 Montréal          | LOH 1976 | Mike Sands                                           |               |                  |                  | 0      |
| 1980 Moskva            | 1980     |                                                      |               |                  |                  | Ne     |
| 1984 Los Angeles       | LOH 1984 | Brad Cooper                                          |               |                  |                  | 0      |
| 1988 Soul              | LOH 1988 | Durward Knowles                                      |               |                  |                  | 0      |
| 1992 Barcelona         | LOH 1992 | nebyl                                                |               |                  | 1                | 1      |
| 1996 Atlanta           | LOH 1996 | Frank Rutherford                                     |               | 1                |                  | 1      |
| 2000 Sydney            | LOH 2000 | Pauline Davisová                                     | 2             |                  | 1                | 3      |
| 2004 Athény            | LOH 2004 | Debbie Fergusonová                                   | 1             |                  | 1                | 2      |
| 2008 Peking            | LOH 2008 | Debbie Fergusonová                                   |               | 1                | 1                | 2      |
| 2012 Londýn            | LOH 2012 | Chris Brown                                          | 1             |                  |                  | 1      |
| 2016 Rio de Janeiro    | LOH 2016 | Shaunae Millerová (zahájení) Leevan Sands (ukončení) | 1             | 0                | 1                | 2      |
| 2020 Tokio             | LOH 2020 | Joanna Evans Donald Thomas                           | 2             |                  |                  | 2      |
| 2024 Paříž             | LOH 2024 |                                                      |               |                  |                  | x      |
| Celkem                 | 17       |                                                      | 8             | 2                | 6                | 16     |
| Zdroj na Olympedia.org |          |                                                      |               |                  |                  |        |

## Listina medailistů
| Medal            | Sportovec                                                                                              | LOH          | Sport         |
| ---------------- | --- | ------------ | ------------- |
| Bronzová medaile | Durward Knowles Sloane Farrington                                                                      | Bahamy (BAH) | 1956 Jachting |
| Zlatá medaile    | Durward Knowles Cecil Cooke                                                                            | Bahamy (BAH) | 1964 Jachting |
| Bronzová medaile | Frank Rutherford                                                                                       | Bahamy (BAH) | 1992 Atletika |
| Stříbrná medaile | Debbie Fergusonová (v rozběhu) Eldece Clarkeová Chandra Sturrupová Sevatheda Fynesová Pauline Davisová | Bahamy (BAH) | 1996 Atletika |
| Zlatá medaile    | Sevatheda Fynesová Chandra Sturrupová Pauline Davisová Debbie Fergusonová Eldece Lewis (v rozběhu)     | Bahamy (BAH) | 2000 Atletika |
| Zlatá medaile    | Pauline Davisová                                                                                       | Bahamy (BAH) | 2000 Atletika |
| Bronzová medaile | Avard Moncur Troy McIntosh Carl Oliver Chris Brown Timothy Munnings (v rozběhu)                        | Bahamy (BAH) | 2000 Atletika |
| Zlatá medaile    | Tonique Williams-Darling                                                                               | Bahamy (BAH) | 2004 Atletika |
| Bronzová medaile | Debbie Fergusonová                                                                                     | Bahamy (BAH) | 2004 Atletika |
| Stříbrná medaile | Andretti Bain Michael Mathieu Andrae Williams Chris Brown                                              | Bahamy (BAH) | 2008 Atletika |
| Bronzová medaile | Leevan Sands                                                                                           | Bahamy (BAH) | 2008 Atletika |
| Zlatá medaile    | Michael Mathieu Ramon Miller Chris Brown Demetrius Pinder                                              | Bahamy (BAH) | 2012 Atletika |